# Zamek Lockenhaus
Zamek Lockenhaus (niem. Burg Lockenhaus, węg. Léka) – zamek na obrzeżach Lockenhaus, w Burgenlandzie, we wschodniej Austrii. Zamek Lockenhaus znajduje się 368 m n.p.m. Zamek został zbudowany około 1200 roku i początkowo nazywał się Leuca lub Léka.

## Historia
Zamek wzniesiono w celu obrony przed Mongołami około roku 1200 z lokalnie dostępnych materiałów budowlanych. Po raz pierwszy pojawił się w dokumentach w 1242 roku.
Zamek należał kolejno do: grafów z Güssing (1266–1390), rodziny Kanizsay (1390–1535), rodziny Nádasdy (1535–1676), rodziny Esterházych (1676–1968), prof. Paula Antona i Margaret Kellerów (1968–1980), Fundacji prof. Paula Antona Kellera – Zamek Lockenhaus (od 1980).
W 1968 roku profesor Paul Anton Keller i jego żona Margaret kupili zamek Lockenhaus, który w tym czasie był w ruinie. Nowi właściciele rozpoczęli odbudowę zamku za prywatne pieniądze. Przed zakończeniem renowacji, w 1976 roku zmarł profesor Keller. W celu kontynuacji prac Margaret Keller założyła Fundację prof. Paula Antona Kellera – Zamek Lockenhaus, która zarządza zamkiem od 1980 roku.
Obecnie zamek jest udostępniony do zwiedzania oraz działa w nim hotel.

## Architektura
Wzgórze zamkowe otoczone jest pierścieniem murów, pochodzących głównie z XV i XVI wieku.
Sala Rycerska jest dwunawową gotycką salą z żebrowanym sklepieniem wspartym na ośmiobocznych filarach. Pierwotnie jej ściany były pokryte boazerią, ale została ona zniszczona.
Kaplica zamkowa dedykowana jest św. Mikołajowi, znajdują się w niej fragmenty fresków z początku XIII wieku, które są uważane za najstarsze zachowane freski w Burgenlandzie. Pomieszczenie pod kaplicą ma sklepienie krzyżowe i niegdyś był rodzinnym grobowcem panów Nádasdy.

## Fotografie

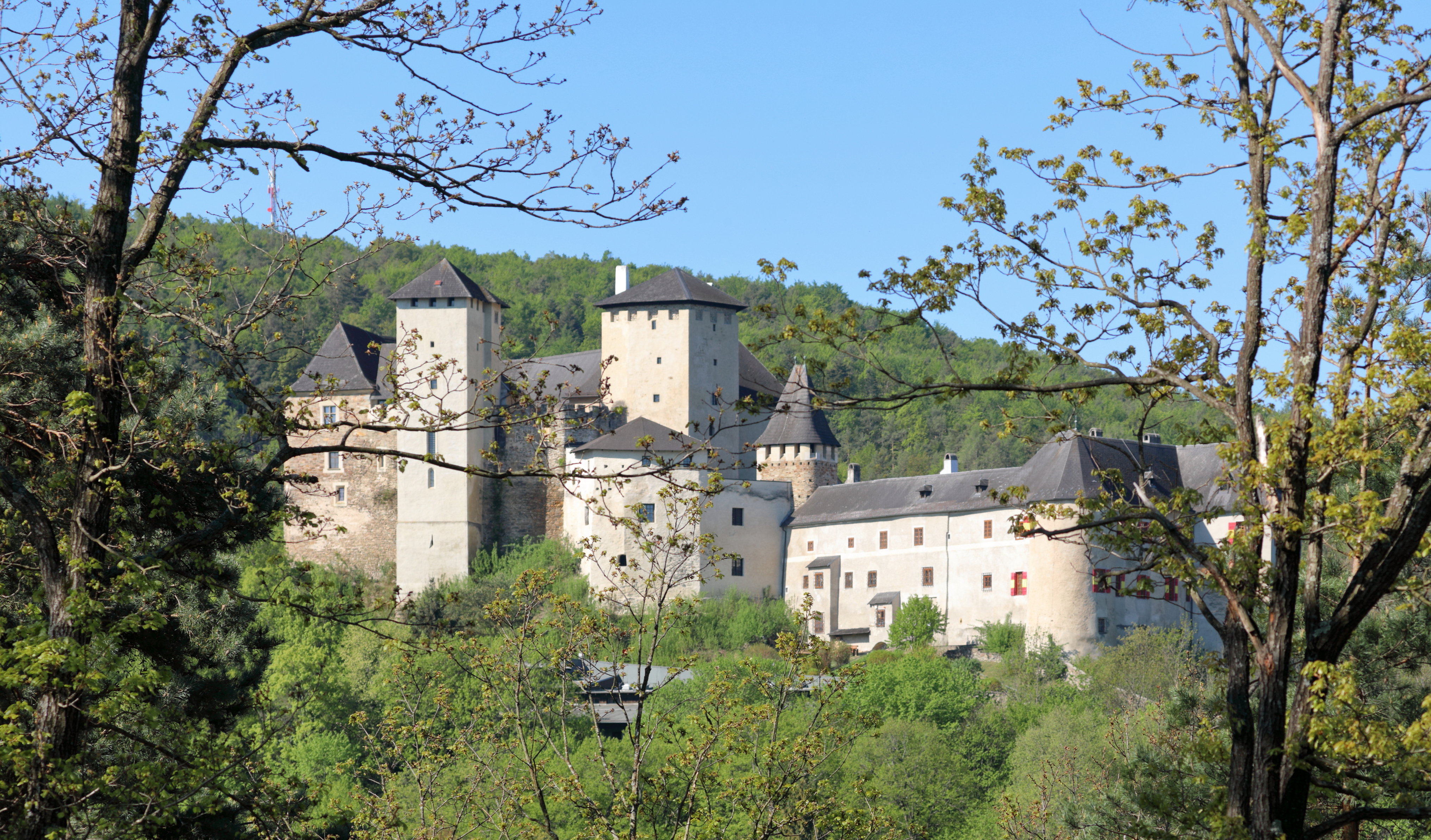
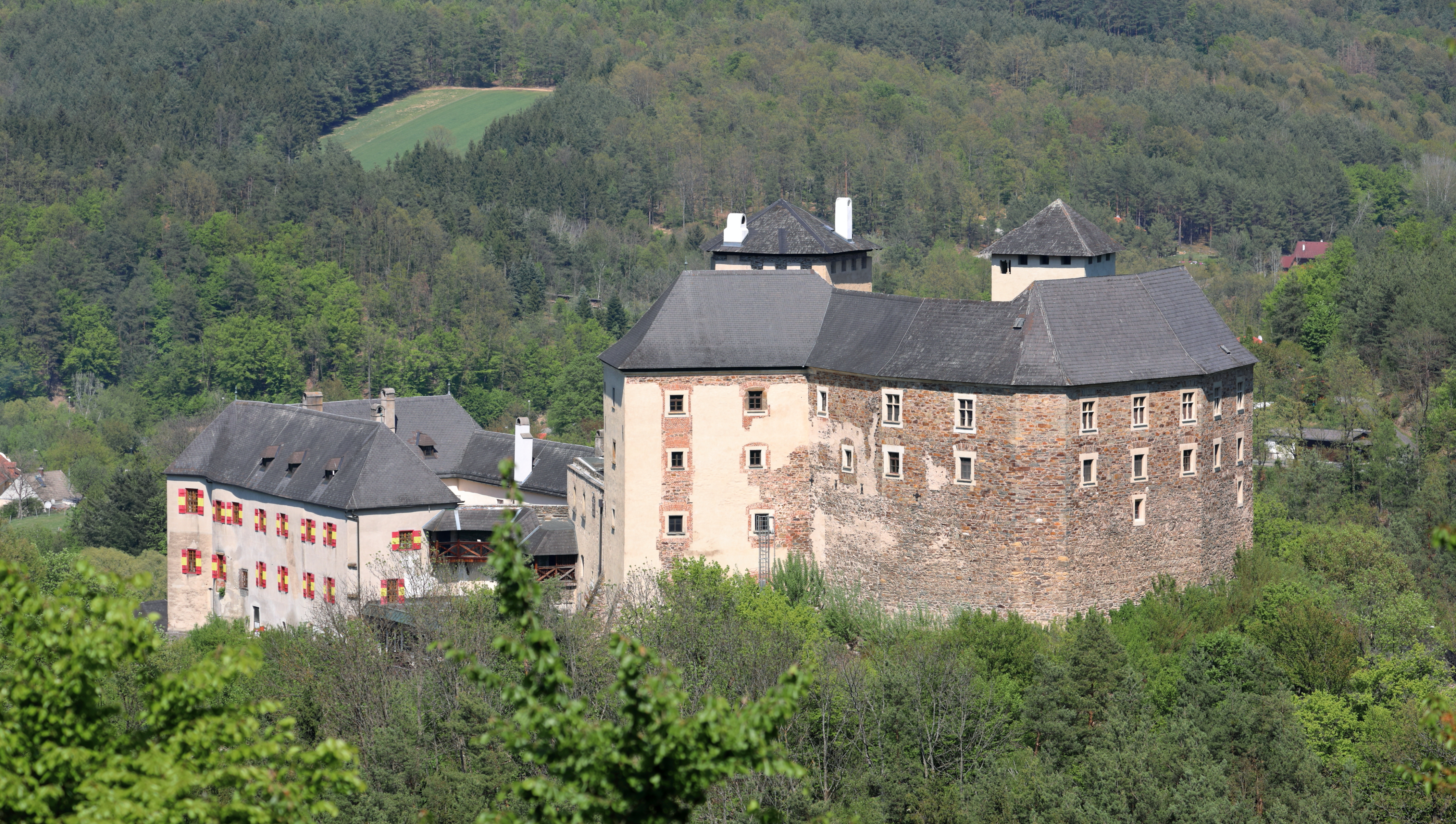
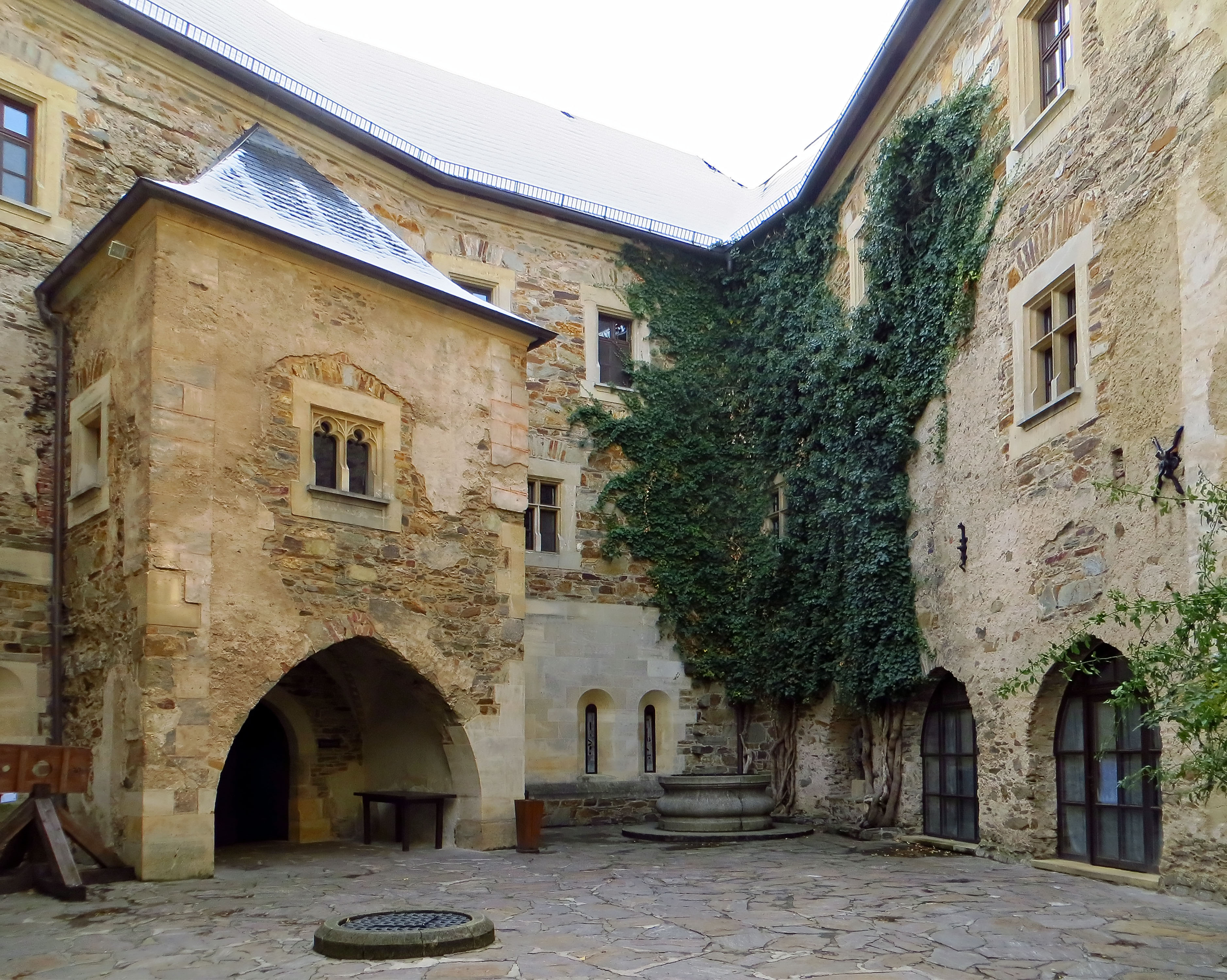
Dziedziniec
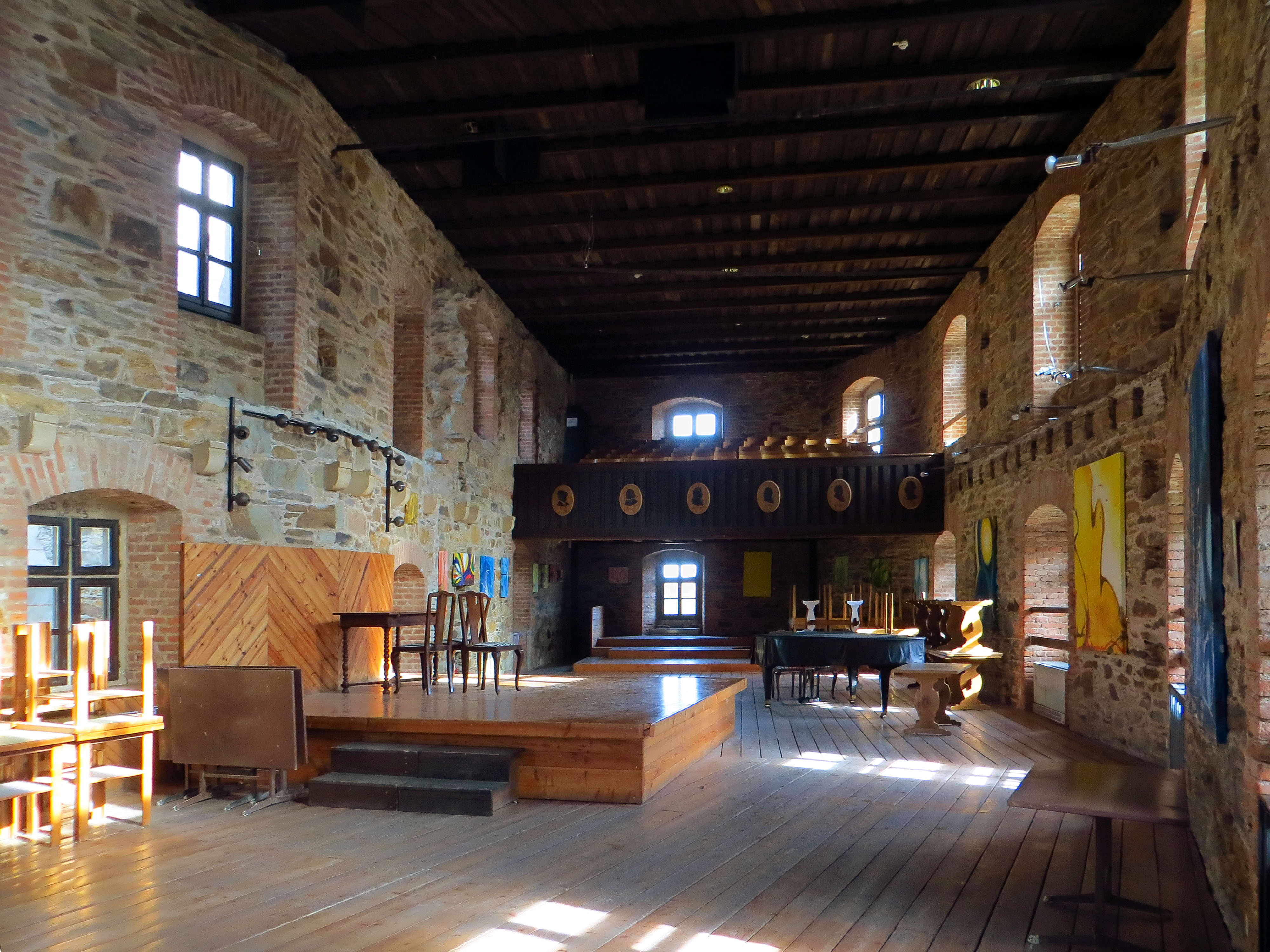
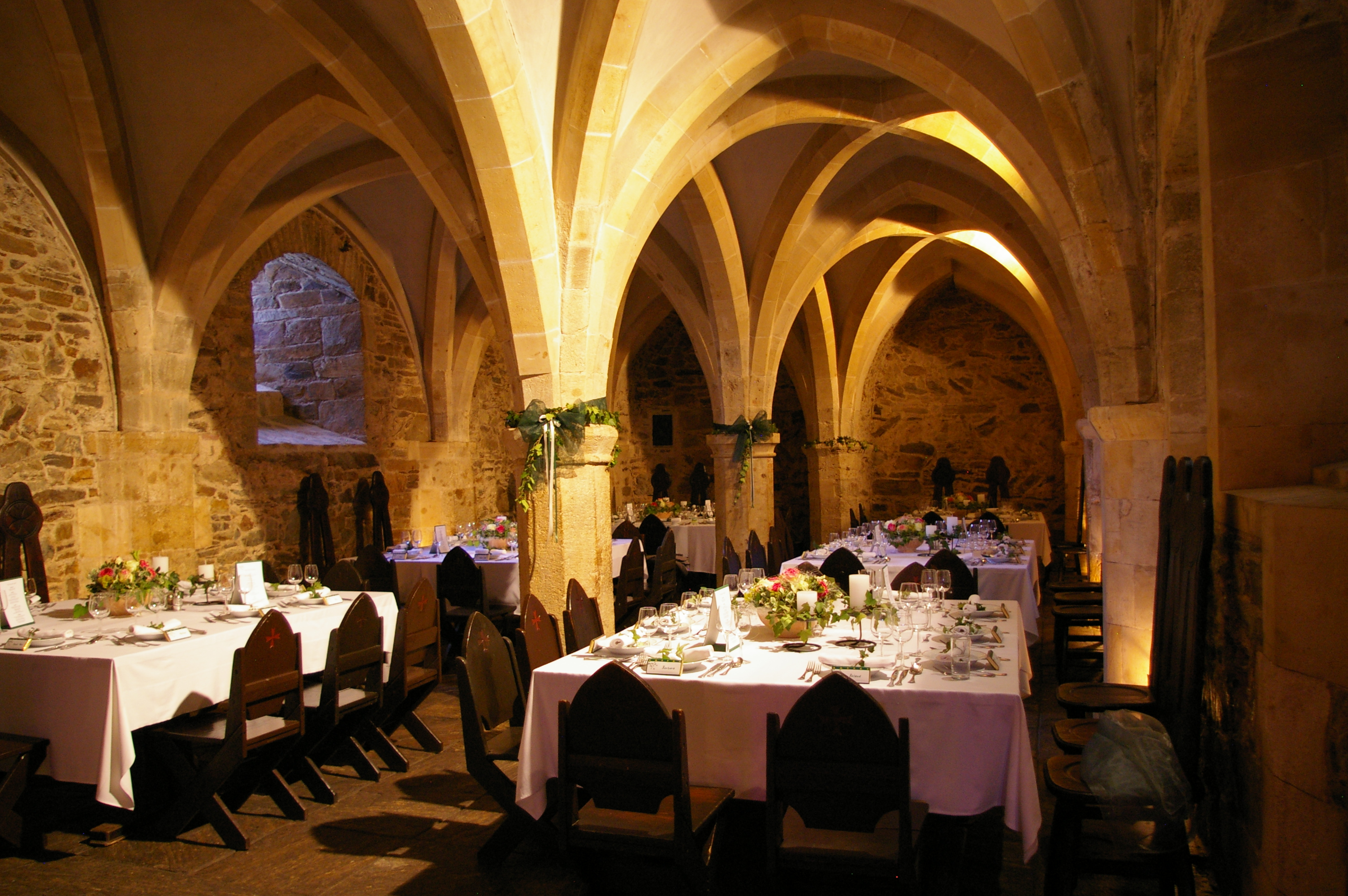
Sala rycerska
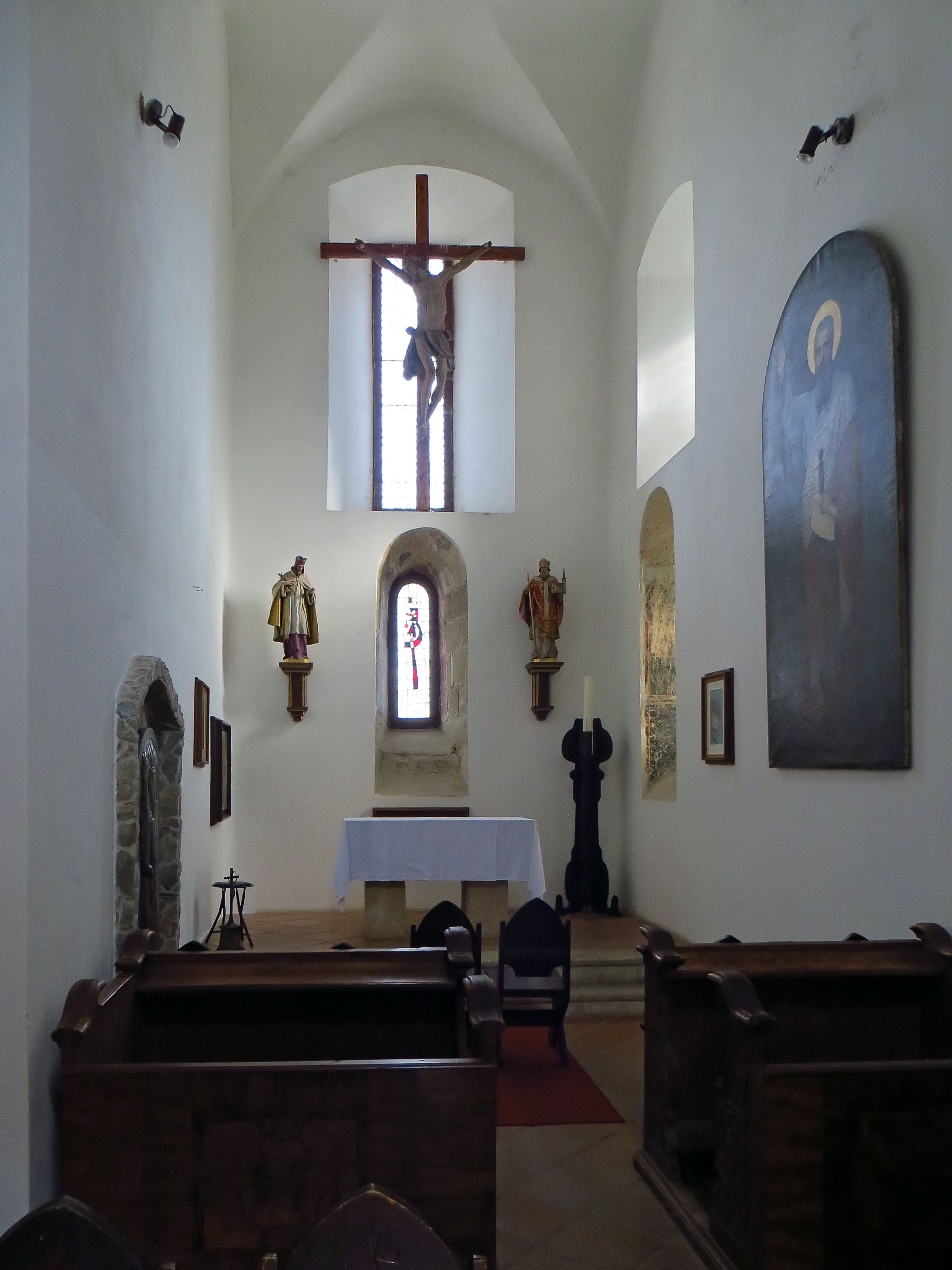
Kaplica